# Joseph Pinchon
Joseph Porphyre Pinchon (Amiens, 17 de abril de 1871-París, 20 de junio de 1953) fue un pintor, ilustrador, diseñador y dibujante de cómics francés, conocido sobre todo por su serie Bécassine.

## Biografía
Joseph Pinchon, nacido en Amiens en 1871, estudió pintura con Fernand Cormon y Albert Besnard. Su hermano Emile Pinchon (1872-1933) fue escultor. Joseph trabajó principalmente como pintor de animales, pintando escenas de caza.
Como ilustrador colaboró en numerosos libros, entre ellos una edición de L'Arbre de Georges Rodenbach en 1899 y una edición de La Grande Meute de Paul Vialar en 1947. De 1926 a 1929, también dibujó ilustraciones satíricas para L'Écho de Paris. De 1908 hasta 1914 trabajó como diseñador de vestuario para la Ópera Garnier, sede principal de la Ópera de París. En 1916 se unió al ejército francés como soldado de infantería y al acabar la Primera Guerra Mundial dirigió dos películas, Mektoub, ambientada en Marruecos (1919), y Mon Village (1920).
Pero su obra principal son sus cómics e ilustraciones realizadas para muchas revistas juveniles francesas. Comenzó en 1903 con Saint-Nicolas e ilustró L'Automobile enchantée, escrito por Henry Gauthier-Villars. Su mayor éxito se produjo en 1905, cuando ilustró la primera historia sobre Bécassine, una joven bretona, en forma de cómics de texto (tiras cómicas con el texto debajo de los dibujos y no en bocadillos). A partir de 1913, las aventuras de Bécassine se recogieron en 24 álbumes. Bécassine es considerada la primera heroína cómica femenina.
Fue vicepresidente de la sección de pintura de la Société Nationale des Beaux-Arts, a la que se había unido en 1899; le concedieron el Gran Premio en 1928 y, en 1948, el Premio Puvis de Chavannes.
Se considera que formó parte del denominado Círculo de Mortigny fundado por Dimitri Oznobichine en 1908 y que incluye a muchos artistas de la vida parisina como Bernard Boutet de Monvel, Pierre Brissaud, Georges Villa, Guy Arnoux o Lucien-Victor Guirand de Scevola, entre otros.